# Demòcrates d'Afidna
Demòcrates d'Afidna (en llatí Democrates, en grec antic Δημοκράτης "Demokrátes") fou un orador atenenc nascut a Afidna a Àtica que va viure al segle iv aC. Era fill de Sòfil i contemporani de Demòstenes, i com aquest, membre del partit enemic del regne de Macedònia.
Va ser enviat amb altres ambaixadors al rei Filip II de Macedònia per fer-li jurar el tractat fet amb Atenes. També era un dels ambaixadors que va acompanyar a Demòstenes a Tebes per signar un tractat dirigit contra els macedonis.
Com a orador sembla que va ser d'una importància secundària, segons Demòstenes, però Aristòtil va conservar un fragment d'un discurs seu.